# Das Glücksrad
Das Glücksrad (偶然と想像, Gūzen to sōzō; internationaler Titel: Wheel of Fortune and Fantasy) ist ein japanischer Spielfilm von Ryūsuke Hamaguchi aus dem Jahr 2021. Der Film ist eine Hommage an die Frauen und besteht aus drei Episoden, die die Themen Zufall und Fantasie miteinander verbinden.
Im Jahr seiner Veröffentlichung wurde der Film in den Wettbewerb der 71. Berlinale eingeladen und dort mit dem Großen Preis der Jury ausgezeichnet. Der Kinostart in Deutschland war am 1. September 2022.

## Handlung
1. Magic (or something less assuring)

Das Model Meiko muss erkennen, dass ihre beste Freundin Tsugumi mit ihrem Ex-Freund Kazuaki anbandelt, mit dem sie vor anderthalb Jahren Schluss gemacht hat. Sie ist sich im Unklaren darüber, wie sie reagieren soll. Es entwickelt sich eine unerwartete amouröse Dreieckskonstellation.
2. Door Wide Open

Der Hochschulprofessor Segawa ist in den Fünfzigern. Ihm wird der renommierte Akutagawa-Preis zuerkannt. Er war der Mentor des Studenten Sasaki, der es versäumt hat, einen Abschluss zu machen. Daraufhin plant Sasaki, die Reputation des Professors zu zerstören und ihm eine Falle zu stellen. Dabei soll ihm Nao helfen, mit der ihn eine Freundschaft Plus verbindet. Tatsächlich sucht die junge Frau Segawa in seinem Büro auf und versucht ihn zu verführen.
3. Once Again

Zwei Frauen treffen sich zufällig auf einer Rolltreppe. Durch ein Missverständnis glauben sie, dass sie ehemalige Klassenkameradinnen sind, die sich nach 20 Jahren wiedersehen. Die eine hat durch einen Computervirus ihren Job als Systemadministratorin verloren, die andere ist Hausfrau und Mutter zweier Kinder. Im Verlauf ihrer Konversation teilen sie Gefühle miteinander, die sie lange Zeit unterdrückt haben.

## Hintergrund
Es handelt sich um den achten Spielfilm und den ersten Episodenfilm von Regisseur Hamaguchi, für den er auch die Drehbücher schrieb. Das Projekt wurde ab Sommer 2019 über anderthalb Jahre von Satoshi Takada begleitet, der auch Hamaguchis Spielfilm Happy Hour (2015) produziert hatte. Der Regisseur ging bei dem Projekt sehr experimentell vor. Auch stand ihm ausreichend Zeit für den Dreh jeder Episode zur Verfügung, inklusive langen Proben mit den Darstellern. Hamaguchi fand Gefallen an dem Medium Kurzfilm und er plant eigenen Angaben zufolge eine Serie aus sieben Episoden zu realisieren.
Das Glücksrad wurde als Film angekündigt, der auf spielerische Weise universelle Themen aufgreife, die zufällig im Leben verliebter Frauen passieren bzw. als bittersüße Hommage an Frauen. Auf der Berlinale-Website wurde darauf hingewiesen, dass die drei Episoden jeweils um eine Frauenfigur kreisen und wiederum in drei Akte gegliedert sind. Die Handlung spiele zum größten Teil in einem einzigen Raum und es seien immer nur zwei Schauspieler beteiligt. Die komplexe Zeitstruktur würde im Schlussteil beinahe in Science-Fiction abdriften.
Ein Trailer wurde am 11. Februar 2021 veröffentlicht.

## Rezeption
Aufgrund der COVID-19-Pandemie erfolgte die Vorpremiere von Das Glücksrad im März 2021 beim „Industry Event“ der Berlinale, wo der Film in den Wettbewerb um den Goldenen Bären aufgenommen wurde. Weitere Aufführungen folgten im März beim Buenos Aires International Festival of Independent Cinema und im April als Abschlussfilm des Hong Kong International Film Festivals, noch vor der eigentlichen Berlinale-Uraufführung am 15. Juni 2021 im Rahmen des Publikumsfestivals („Summer Special“).
Der Film führte den internationalen Kritikenspiegel der britischen Fachzeitschrift Screen International gemeinsam mit dem deutschen Dokumentarfilm Herr Bachmann und seine Klasse an (jeweils 3,3 von 4 möglichen Sternen).

## Auszeichnungen
- Silberner Bär/Großer Preis der Jury bei der Berlinale 2021.[12]